# كوه كمر (بابا امان)
کوه کمر (بالفارسية: کوه کمر) هي قرية تقع في إيران في قسم بابا امان الريفي. يقدر عدد سكانها بـ 379 نسمة بحسب إحصاء 2016.